# Galnebær
Galnebær (Atropa bella-donna) er en 50-150 cm høj, meget giftig urt, der vokser i Danmark i strandkrat, grusgrave og nær bebyggelse.

## Beskrivelse
Galnebær er en flerårig, urteagtig plante med en buskagtigt forgrenet vækst. Stænglen er håret og rødfarvet på lyssiden. Bladene er spredtstillede, ægformede til elliptiske og helrandede med nedløbende stilk. Oversiden er glat og græsgrøn med lyse bladribber, mens undersiden er en smule lysere og håret langs ribberne.
Blomstringen foregår i juli-september, hvor man kan finde blomsterne siddende enkeltvis eller få sammen i bladhjørnerne. Blomsterne er regelmæssige og 5-tallige, nikkende og krukkeformede med brun-violette, sammenvoksede kronblade. Frugterne er runde, sorte og glinsende bær mellem 1½ og 2 cm i diameter.
Planten har en kraftig rodstok, og et udbredt og dybtgående rodsystem.
Højde x bredde og årlig tilvækst: 1,00 x 1,00 m (100 x 100 cm/år). Disse mål kan fx bruges til beregning af planteafstande, når arten anvendes som kulturplante.

## Voksested
Galnebær er naturligt udbredt i Nordafrika, Mellemøsten, Kaukasus og det meste af Europa. Den er knyttet til solåbne eller halvskyggede lysninger i løv- eller nåleskove med kalkholdig, fugtig jord. Den er naturligt hjemmehørende i Danmark, men meget sjælden.
I Lapus-regionen i amtet Maramureş i Rumænien findes tætte bøgeskove. I lysningerne vokser arten sammen med bl.a. Fjerbregne, Hindbær, Miliegræs, Drue-Hyld, Glat Dueurt, Skov-Rørhvene, Smalbladet Gederams og Sommer-Hyld

## Giftighed
Galnebær er en af de få virkeligt dødeligt giftige planter i Danmark. Nogen få mener bærrene i gamle dage var en ingrediens i vikingernes bersærker-drik, og måske kommer plantens navn "galnebær" derfra. Specielt bærrene er giftige, men de kan se appetitlige ud for børn. Ved indtagelse er symptomerne: rødmen i ansigtet, tørre slimhinder, forhøjet puls, "høj", hallucinationer, krampe og åndedrætslammelse.
Slægtsnavnet Atropa er dannet ud fra navnet på den græske skæbnegudinde, Atropos, der klipper livstråden over, og det har siden givet navn til det vigtigste af plantens giftsstoffer, atropin. I frugterne findes desuden andre alkaloider: scopolamin, apoatropin, belladonnin og scopoletin.
For børn er 3 bær dødelige og det samme er 10 bær for voksne.[kilde mangler]

## Anvendelse
I det gamle Rom brugte kvinderne udtræk af planten som skønhedsmiddel, da giften udvider pupillen i øjet. Denne anvendelse gav planten dens latinske navn – "bella-donna", som på dansk betyder smuk dame eller dame med store øjne. Udtræk af galnebærplantens rødder har helt op i 1900-tallet været brugt som middel mod ondartet hoste for eksempel kighoste. Udtræk af planten bruges stadig i medicinalindustrien.
Galnebær blev dyrket i de danske klosterhaver og beskrives i de gamle lægebøger således:
- "Den som fornemmer at hans lever brænder hed, han skal tage natskade og støde den i smådele og blande dem med bomolje (olivenolie) og gøre plaster deraf og lægge det mod leveren."[2]
- "Blandt mange andre urter er næppe en som stiller pine og læsker hede mere end natskade gør."[3]

## Synonymer
- Giftig Galnebær
- Gallebær
- Giftdvalebær
- Troldkirsebær
- Heksebær
- Morderbær
- Natskade

## Note
1. ↑  Amalia Ardelean: Vegetation Aspects in the Lapus Region Arkiveret 5. marts 2016 hos  Wayback Machine (engelsk)
2. ↑  Christiern Pedersen: En nyttelig lægebog for fattige og rige, unge og gamle (1533)
3. ↑  Henrik Smid: En skøn lystig ny urtegård (1557)